# Водянистая влага
Водяни́стая вла́га ка́мер гла́за (лат. humor aquosus) — прозрачная желеобразная жидкость, заполняющая переднюю и заднюю камеры глаза. По своему составу она похожа на плазму крови, но имеет меньшее содержание белка.

## Образование
Водянистая влага образуется специальными непигментированными эпителиальными клетками цилиарного тела из крови. Секреция происходит со скоростью 2—3 мл/мин. Отток жидкости происходит через трабекулярную сеть, увеосклеральную систему и эписклеральные сосуды:192.
Человеческий глаз производит от 3 до 9 мл водянистой влаги в сутки.

## Циркуляция водянистой влаги
Водянистая влага образуется отростками цилиарного тела, выделяется в заднюю камеру глаза, а оттуда через зрачок в переднюю камеру глаза. На передней поверхности радужки водянистая влага вследствие большой температуры поднимается вверх, для того, чтобы опуститься оттуда по холодной задней поверхности роговицы. Далее она всасывается в углу передней камеры глаза (лат. angulus iridocornealis) и через трабекулярную сетку попадает в канал Шлемма, оттуда снова в кровоток, в ресничные и конъюнктивальные вены.

## Функции
- Водянистая влага содержит питательные вещества (аминокислоты, глюкозу), которые необходимы для питания неваскуляризованных[3] (бессосудистых) частей глаза: хрусталика, эндотелия роговицы, трабекулярной сети, передней части стекловидного тела.
- Благодаря присутствию в водянистой влаге иммуноглобулинов и своей постоянной циркуляции она способствует удалению потенциальных факторов повреждения из внутренней части глаза.
- Водянистая влага — это светопреломляющая среда.
- Соотношение количества образованной водянистой влаги к выведенной обусловливает внутриглазное давление.

## Заболевания
Потеря водянистой влаги при нарушении целостности глазного яблока (например при оперативных вмешательствах или несчастных случаях) может привести к гипотонии глаза. При возникновении подобного состояния необходимо как можно быстрее достичь нормальных показателей внутриглазного давления. Гипотония глаза может развиться и при отслоении сетчатки, циклите.
Нарушение оттока водянистой влаги приводит к повышению внутриглазного давления и к развитию глаукомы.